# Vincentas
Vincentas ist ein litauischer männlicher Vorname, abgekürzte Form ist  Vincas (abgeleitet von Vincentius).

## Personen
- Vincentas Borisevičius (1887–1946), Bischof von Telšiai
- Vincentas Dienys (1936–2022), Physiker und Politiker, Vizeminister
- Vincentas Lamanauskas (* 1967), Bildungswissenschaftler, Professor an der Šiaulių universitetas, ehemaliger Politiker, Vizeminister
- Vincentas  Sladkevičius MIC (1920–2000), Kardinal, Erzbischof von Kaunas
- Vincentas Verbyla (1918–2017), Forstwissenschaftler und  Politiker, Forst-Vizeminister